# ENASARCO
L'ENASARCO (Ente nazionale di assistenza per gli agenti e i rappresentanti di commercio) è una fondazione italiana con sede a Roma.
Istituito il 30 giugno 1938 come ente previdenziale, il 27 novembre 1996 è stato privatizzato per effetto del D. Lgs. 509/1994, insieme ad altri enti previdenziali di diritto pubblico, assumendo l'attuale forma giuridica di fondazione. L'ente è una pubblica amministrazione che svolge un servizio pubblico di tipo previdenziale e da stato assistenziale per agenti di commercio come previsto dall'art. 38 della Costituzione.
Pur essendo un soggetto di diritto privato secondo l'ordinamento italiano, l'ENASARCO persegue finalità di pubblico interesse in quanto si occupa della previdenza integrativa degli associati, a contribuzione obbligatoria, ed è sottoposto alla vigilanza del Ministero del lavoro e delle politiche sociali.

## Storia
L'ente fu istituito nel 1938, per decisione autonoma delle organizzazioni sindacali e delle ditte mandanti (A.E.C. del 30 giugno 1938).
Il 6 giugno 1939, con il regio decreto n. 1305, l'ENASARCO divenne un ente di diritto pubblico con la finalità di gestire la previdenza, il fondo indennità risoluzione rapporto, l'istruzione professionale e l'assistenza sociale.
Il 4 agosto 1971 venne approvato un nuovo statuto con il Decreto del presidente della Repubblica n. 756.
Con la legge n. 12 del 2 febbraio 1973 (regolamento approvato con decreto ministeriale 20 febbraio 1974) furono ridefiniti la natura ed i compiti dell'Ente, in particolare riguardo al trattamento pensionistico integrativo. Tale legge riveste particolare importanza in quanto rende obbligatori, per legge dello Stato, i versamenti contributivi, pur essendo finalizzati gli stessi a una previdenza integrativa.
Il 30 giugno 1994, il decreto legislativo n. 509, è intervenuto decretando la privatizzazione di una serie di enti previdenziali tra cui l'Enasarco.
L'ente, nel 1998, scegliendo la forma giuridica della fondazione di diritto privato, si è dato un regolamento approvato dagli organi di controllo.
Tra i vari oneri fissati dal decreto di cui sopra rilevanti sono le "condizioni di equilibrio economico-finanziario nonché il mantenimento nel medio-lungo periodo della garanzia della riserva legale nella misura di cinque annualità".
Un nuovo regolamento delle attività istituzionali, entrato in vigore nel 2004, ha innovato profondamente la previdenza Enasarco, introducendo un innalzamento dell'età pensionabile, un aumento della contribuzione minima utile al pensionamento e altri parametri di calcolo della pensione, al fine di garantire nel tempo l'erogazione dei benefici previdenziali.
Infine nel 2012 è entrato in vigore un ulteriore regolamento che ha di fatto allineato la previdenza Enasarco alla previdenza statale (età pensionabile a regime a 65 sia per gli uomini che per le donne, innalzamento delle aliquote contributive). Contestualmente è stata avviata la dismissione del patrimonio immobiliare, costituitosi nel tempo come forma di investimento dei contributi affluiti; il ricavato delle vendite verrà utilizzato in investimenti più remunerativi e consentirà, insieme alla riforma previdenziale attuata, di garantire l'erogazione delle prestazioni previdenziali per almeno 50 anni.

## Gestione
Come tutti gli enti di previdenza il consiglio di amministrazione è formato sia dalle rappresentanze sindacali (in questo caso da quelle degli agenti di commercio) sia dalle rappresentanze datoriali (nello specifico dalle rappresentanti delle ditte firmatarie dei contratti collettivi). Avendo rilevanza pubblica, il controllo sulla gestione dell'ente è esercitato dal Ministero del lavoro e della previdenza sociale. In seguito alle elezioni svoltesi nel 2016 sono stati eletti 60 delegati. è stato costituito un Consiglio di Amministrazione composto da 15 membri.

## Attività
L'ente svolge attività previdenziali, assistenziali ed ispettive.

### Previdenziali
L'ENASARCO si occupa della gestione di circa 300.000 posizioni contributive attive di agenti e di circa 100.000 aziende obbligate alla contribuzione. Nell'anno 2011 erogava oltre 110.000 pensioni divise tra pensioni di vecchiaia, invalidità, inabilità e ai superstiti.

### Assistenziali
L'Enasarco fornisce agli iscritti benefici assistenziali quali borse di studio, sussidi economici in caso di malattie con ingenti spese documentate, assegni parto e funerari, sconti su soggiorni climatici o termale.

### Ispettive
L'ENASARCO, d'intesa con il Ministero del Lavoro, esercita azioni di vigilanza ispettiva:
1. sulle aziende mandanti al fine di garantire l'osservanza degli obblighi contributivi
2. sui rapporti di agenzia per verificarne la natura.

### Leggi
- Costituzione della Repubblica Italiana, articolo 38
- Decreto legislativo 30 giugno 1994, n. 509, in materia di "Attuazione della delega conferita dall'art. 1, comma 32, della legge 24 dicembre 1993, n. 537, in materia di trasformazione in persone giuridiche private di enti gestori di forme obbligatorie di previdenza e assistenza."
- Decreto-legge 2 dicembre 2011, n. 201, articolo 24, in materia di "Disposizioni urgenti per la crescita, l'equita' e il consolidamento dei conti pubblici."

### Circolari
- Circolare Ministero del lavoro e delle politiche sociali - 16 giugno 2012 (PDF), su adepp.info (archiviato dall'url originale il 4 maggio 2014).